# Jesko von Puttkamer
Jesko Albert Eugen von Puttkamer, född 2 juli 1855 i Berlin, dog 23 januari 1917 i Charlottenburg, var en tysk guvernör, son till Robert von Puttkamer. 
Puttkamer bidrog (från 1885) på olika poster i den tyska kolonialförvaltningen i Västafrika att främja Tysklands handelsintressen. År 1895 blev han guvernör i Kamerun, där han livligt verkade för landets utforskning och utnyttjande, men avsattes 1906 till följd av den alltför stora stränghet, varmed han behandlat den infödda befolkningen. Han utgav Gouverneursjahre in Kamerun (1912).